# Jonathan Majors
Jonathan Michael Majors (sinh ngày 7 tháng 9 năm 1989) là một diễn viên người Mỹ. Anh nổi lên sau khi tham gia bộ phim điện ảnh độc lập The Last Black Man in San Francisco (2019). Năm 2020, anh thu hút được nhiều sự chú ý hơn khi đóng vai Atticus Freeman trong loạt phim truyền hình HBO Lovecraft Country. Anh ấy xuất hiện với vai He Who Remains trong loạt phim Disney+ Loki (2021), và sẽ xuất hiện như một phiên bản khác của nhân vật đó, Kang the Conqueror trong phim Ant-Man and the Wasp: Quantumania (2023).